# Søren Winkel
Søren Winkel, född 20 augusti 1841 på Dybvad Hovedgård i Vendsyssel, död 15 februari 1921, var en dansk ingenjör och godsägare. 
Winkel, som var son till godsägare Adolf Winkel och Oline Roulund, blev polyteknisk kandidat 1865, var ingenjörsassistent i Ivigtut 1866–1867, vid järnvägsanläggningar på Själland 1868–1870, vid olika järnvägsentreprenader 1870–1878, medintressent, tillsammans med bland andra Fritz Johannsen och William Werner, i ett entreprenadföretag för järnvägsanläggningar 1878–1901 och ägare av Dybvad Hovedgård från 1900. Han var medlem av Fjerritslev–Nørresundby–Frederikshavnsbanens direktion 1899–1907, av Skagensbanens styrelse från 1901, av Dansk Ingeniørforenings styrelse 1901–1910, av styrelserna för Privatbanernes Ulykkesforsikringsforening och Privatbanernes Pensions- og Enkekasse samt av Privatbanernes representation.